# Mediendemokratie
Der Begriff Mediendemokratie wird verwendet, um schlagwortartig die gestiegene Bedeutung der Massenmedien für das politische System zu unterstreichen. In der Mediendemokratie sind Medien nicht lediglich politische Kommunikationskanäle, auf welche die politischen Akteure zur Verbreitung ihrer Botschaften zwingend angewiesen sind, sondern vor allem selbst politisch wirksame Akteure, welche die Meinungsbildung und damit politische Handlungsspielräume maßgeblich bestimmen. Insofern stehen Politik- und Medienakteure in der Mediendemokratie in einem engen Zusammenhang, beide Handlungsfelder überlagern sich, die Politik „mediatisiert“ sich zunehmend.
Mediendemokratie zeigt sich beispielsweise daran, dass sich die politischen Entscheidungen, die Präsentation von Politikern und ihre Aussagen an den Bedürfnissen der Massenmedien, insbesondere denen des Fernsehens bzw. seiner Zuschauer, orientieren. Mit dem Begriff „Mediokratie“, den der Dortmunder Politikwissenschaftler Thomas Meyer verwendet, soll zum Ausdruck gebracht werden, dass sich die Politik der Medienlogik geradezu unterwerfen muss. Dies kann dazu führen, dass politische Veranstaltungen und Ausdrucksformen mehr oder weniger zu Inszenierungen werden.
Dies gilt beispielsweise für:
- Parteitage,
- Fernsehreden, sog. „Fernsehduelle“ und öffentliche Auftritte von Politikern,
- Wahlaussagen, die auf ihre Medienwirksamkeit hin geprüft werden,
- symbolische Politik,
- Emotionalisierung, Vereinfachung und Personalisierung komplizierter politischer Fragen.

In Deutschland wird das „Bündnis Sahra Wagenknecht“ als Beispiel einer spezifisch mediendemokratisch erfolgreichen Partei genannt.

## Grundproblematik
Ein wesentliches Merkmal der Demokratie ist die Pressefreiheit, die in Deutschland durch Art. 5 Grundgesetz garantiert wird, die es bis auf wenige Ausnahmen (Volksverhetzung oder menschenverachtende Inhalte) der Presse erlaubt, völlig unbeeinflusst von den Regierenden zu publizieren. Medien sind eine mächtige Kontrollinstanz und werden deswegen oftmals innerhalb der Gewaltenteilung als vierte Gewalt bezeichnet. Durch ihre Berichterstattung tragen die Medien in zweierlei Hinsicht zum Funktionieren eines demokratischen Systems bei:
Auf der einen Seite überwachen sie z. B. durch Recherchen die Tätigkeiten der Politiker, andererseits bilden die Medien eine Schnittstelle zwischen den Machthabern und den Wählern, da sie über politische Inhalte, Entscheidungen und Planungen berichten.
Ein positiver Aspekt der völligen Unabhängigkeit frei wirtschaftender Privatmedien ist die theoretisch völlig freie Themenwahl ohne jegliche Vorgaben oder etwa Zwänge, die sich in öffentlich-rechtlichen Anstalten etwa durch Hierarchien ergeben könnten, also Abhängigkeiten Einzelner von politischen Instanzen, die für die Verwaltung der öffentlich-rechtlichen Anstalten zuständig sind und auch bestimmen können, welche Sendungen anderer Landesrundfunkanstalten ins eigene Programm genommen werden.
Die wirtschaftlich arbeitenden Unternehmen unterliegen also zumindest struktur- bzw. hierarchiebedingt keinerlei Einschränkungen bei der Auswahl ihrer Themen, weil sie in der Bundesrepublik Deutschland jederzeit bundesweit publizieren können. Diese Aussage betrifft allerdings nur die äußere Pressefreiheit der Medien als Ganzes. Journalisten, die für private Medien tätig sind, müssen nämlich auf die Interessen der Kapitaleigner und die Tendenz des Mediums Rücksicht nehmen. Ihrer inneren Pressefreiheit sind dadurch Grenzen gesetzt, dass sie eine Loyalitätspflicht gegenüber ihrem Arbeitgeber bzw. Auftraggeber haben, die es in dieser Form bei öffentlich-rechtlichen Medien nicht gibt.
So stellen auch Praktiker des Medienbetriebs wie Ulrich Wickert die als selbstverständlich betrachtete Funktion der Medien als Vierte Gewalt infrage. Der Anspruch sei schon immer falsch gewesen, eine demokratische Legitimierung der Presse gebe es nicht. Stattdessen seien Medien in größten Teilen ein Teil der Wirtschaft. „Medien sind geprägt durch wirtschaftliche Interessen. Verlage müssen sich überlegen: Wie verkaufe ich mein Blatt? Wie viel Gewinn mache ich? Das ist in meinen Augen schon eine Beschränkung der Vierten Gewalt.“

### Abhängigkeit von Werbekunden
Die wirtschaftliche Unabhängigkeit der privaten Medienanstalten wirft, was die Qualität der Programme angeht, einige Probleme auf. Diese werden, im Gegensatz zu öffentlich-rechtlichen Rundfunkanstalten, die überwiegend durch Rundfunkgebühren finanziert werden, ausschließlich über Werbeeinnahmen finanziert. Da sich der Preis für Anzeigen bzw. Werbespots über die Anzahl der Leser bzw. Zuschauer ergibt, sind Privatmedien bemüht, möglichst hohe Quoten zu erreichen. Daraus resultiert, dass die meisten Privatsender versuchen, ein möglichst großes Publikum zu erreichen, indem sie Inhalte vereinfachen, plakativ darstellen oder sogar polemisieren und mit reißerischen Schlagzeilen präsentieren. Dadurch können, wie im Falle Florida-Rolfs, destruktive politische Debatten losgetreten oder der Inhalt und Verlauf bereits laufender Diskussionen verfälscht werden.
Sogenannte Boulevardzeitungen treiben dieses Prinzip so weit, dass sie zum großen Teil aus Schlagzeilen, Bildern und sehr komprimierten, vereinfachten und teilweise polemisierenden Inhalten bestehen, was eine Suche nach fundierter Information schwierig oder unmöglich macht.
Die Themenselektion hinsichtlich der zu erwartenden wirtschaftlichen Entwicklung ist ein maßgeblicher Faktor bei der Informationsweitergabe, was für die Leser bzw. Zuschauer bedeutet, dass die ihnen vorgesetzten Themen unter vielen, teils sehr widersprüchlichen Gesichtspunkten ausgewählt werden.
Auflagen- bzw. quotensteigernde Themen werden häufig ohne Rücksicht auf relevante Fakten und Details veröffentlicht, was den Konsumenten oft ein Zerrbild der Wirklichkeit vermittelt. Die so oft künstlich und ohne wirklichen Hintergrund erzeugten Stimmungen scheinen auch auf Politiker und Entscheider aus der Wirtschaft großen Einfluss zu haben hinsichtlich ihrer Auftritte in der Öffentlichkeit und der vorgestellten Inhalte, was im Begriff Stimmungsdemokratie zum Ausdruck kommt. Auch die Rücksicht auf Werbekunden sollte nicht außer Acht gelassen werden, denn bestimmte politische Themen beeinflussen auch die Wirtschaft, womit wiederum Anzeigenkunden bei Stellungnahmen in bestimmte Richtungen verprellt werden könnten.
Eine Monopolstellung von Medienunternehmen kann in Verbindung mit der Norm des Tendenzschutzes verhindern, dass ein breitgefächertes Meinungsbild veröffentlicht wird.

### Vereinigte Staaten
In den USA wurde die Pressefreiheit durch den sog. USA PATRIOT Act stark eingeschränkt, auch erfolgte dort nach den Attentaten vom 11. September 2001 auf breiter Ebene eine stille Übereinkunft sehr vieler Fernsehsender, Zeitungen und Radiostationen, dass eine zu kritische Berichterstattung über die Reaktion der Regierung wie etwa der Antiterrorgesetzgebung einzuschränken oder zu vermeiden sei. Das beeinflusste das Stimmungsbild in der Bevölkerung nach Meinung vieler Beobachter wie Bürgerrechtlern und ausländischen Journalisten sehr stark, viele Kritiker dieser restriktiven Maßnahmen sind der Meinung, der Krieg gegen den Irak sei so deutlich erleichtert worden, weil die Bevölkerung zu großen Teilen sehr einseitig informiert wurde.
Journalisten werden in den letzten Jahren häufig gerichtlich gezwungen (auch: SLAPP-Klagen), ihre Informanten preiszugeben, da es in den USA kein eindeutiges Gesetz gibt, das sie schützt. In der Vergangenheit wurde lediglich darauf verzichtet, juristisch gegen sie vorzugehen.